# Sybota mendozae
Espèce
Sybota mendozae est une espèce d'araignées aranéomorphes de la famille des Uloboridae.

## Distribution
Cette espèce est endémique de la province de Mendoza en Argentine,.

## Description
Les femelles mesurent de 5,6 à 6,8 mm.

## Étymologie
Son nom d'espèce lui a été donné en référence au lieu de sa découverte, Mendoza.

## Publication originale
- Opell, 1979 : Revision of the genera and tropical American species of the spider family Uloboridae. Bulletin of the Museum of Comparative Zoology, vol. 148, p. 443-549 (texte intégral).